# Albert II. Monacký
Albert II. Monacký (celým jménem Albert Alexandre Louis Pierre Grimaldi; * 14. března 1958, Monaco-Ville, Monako) je monacký kníže panující od roku 2005. Pochází z dynastie Polignac-Grimaldi.
Jde o syna knížete Rainiera III. a jeho manželky kněžny Grace Kellyové. Má starší sestru Caroline, mladší sestru Stéphanie, dvě manželské a dvě nemanželské děti: Jazmin Grace Rotolo (* 1992, s Tamarou Rotolo) a Alexandra Grimaldi-Coste (* 2003, s Nicole Coste). Před studiem politologie na Amherst College navštěvoval Lycée Albert Premier. V mládí do roku 2002 závodil v bobech během finále zimních olympijských her. 
Když mu v jeho 24 letech (1982) zemřela matka při autonehodě, stal se předsedou monackého Červeného kříže a místopředsedou Nadace Grace Kellyové.
Albert byl jmenován regentem v březnu 2005 poté, co jeho otec onemocněl, a stal se knížetem po jeho smrti o týden později.
S aktivy oceněnými v roce 2010 na 1 miliardu USD Albert vlastní akcie společnosti Société des Bains de Mer, která provozuje monacké kasino a další zábavní zařízení v knížectví.

## Soukromý život
Od 2. července 2011 se jeho manželkou a tím i monackou kněžnou stala bývalá jihoafrická plavkyně Charlene Wittstocková (* 1978), se kterou se zasnoubil 23. června 2010. Pár se již účastnil zahajovacího ceremoniálu Zimních olympijských her 2006 v Turíně, poté společně navštívili další olympijské hry a v červnu 2010 svatbu švédské korunní princezny Viktorie. Občanský sňatek se konal 1. července a církevní 2. července 2011. Dne 10. prosince 2014 se páru narodila dvojčata Jacques a Gabriella, která se v tomto pořadí stala následníky knížete Alberta.
Má dva nemanželské potomky. Dne 6. července 2005 přijal otcovství syna Alexandra Grimaldi-Costy, narozeného 24. srpna 2003 v Paříži. Jeho matkou je bývalá tožská letuška Nicole Costová (* 1971). Na nemanželského syna se podle monacké ústavy nevztahuje nárok na primogenituru a nástupnictví. Dne 31. května 2006 pak po testech DNA oficiálně přijal otcovství dcery Jazminy Grace Grimaldiové narozené 4. května 1992 v kalifornském Palm Springs. Její matkou je Američanka a realitní makléřka Tamara Rotolová (* 1961).

## Sport
Už jeho dědeček z matčiny strany John Brendan Kelly byl americký veslař a trojnásobný olympijský vítěz.
On sám je velmi sportovně aktivní. V letech 1988, 1992, 1994, 1998 a 2002 se zúčastnil zimních olympijských her v jízdě na bobech a v letech 1985 a 1986 se účastnil rallye Paříž-Dakar.
Kromě jízdy v bobu se věnuje i judu ve kterém je držitelem 1. danu (černý pás).
Dále je od roku 1985 členem Mezinárodního olympijského výboru, od roku 1983 předsedou Monacké federace plavání, od r. 1984 Monackého Yacht klubu a Monacké atletické federace, od roku 1994 Monackého olympijského výboru a od roku 1999 Monacké federace moderního pětiboje.
Dne 16. dubna 2006 pokořil jako první úřadující hlava státu severní pól. Tato expedice měla veřejnost upozornit na problém globálního oteplování. Není bez zajímavosti, že o století dříve se jeho prapradědeček Albert I. o stejný čin pokoušel bez úspěchu.
Dne 27. června 2006 založil svoji vlastní nadaci: Nadaci Alberta II. Monackého, zaměřenou na ochranu přírody a trvale udržitelný rozvoj. Klimatické změny, biodiverzita a voda jsou tři hlavní obory zájmu této nadace. První konkrétnější projekty by se měly rýsovat na začátku roku 2007.
V lednu 2009 dobyl jižní pól a stal se tak první hlavou státu, která stanula na obou pólech planety.